# Giuseppe Mazzuoli (sculpteur)
Pour les articles homonymes, voir Giuseppe Mazzuoli (homonymie).

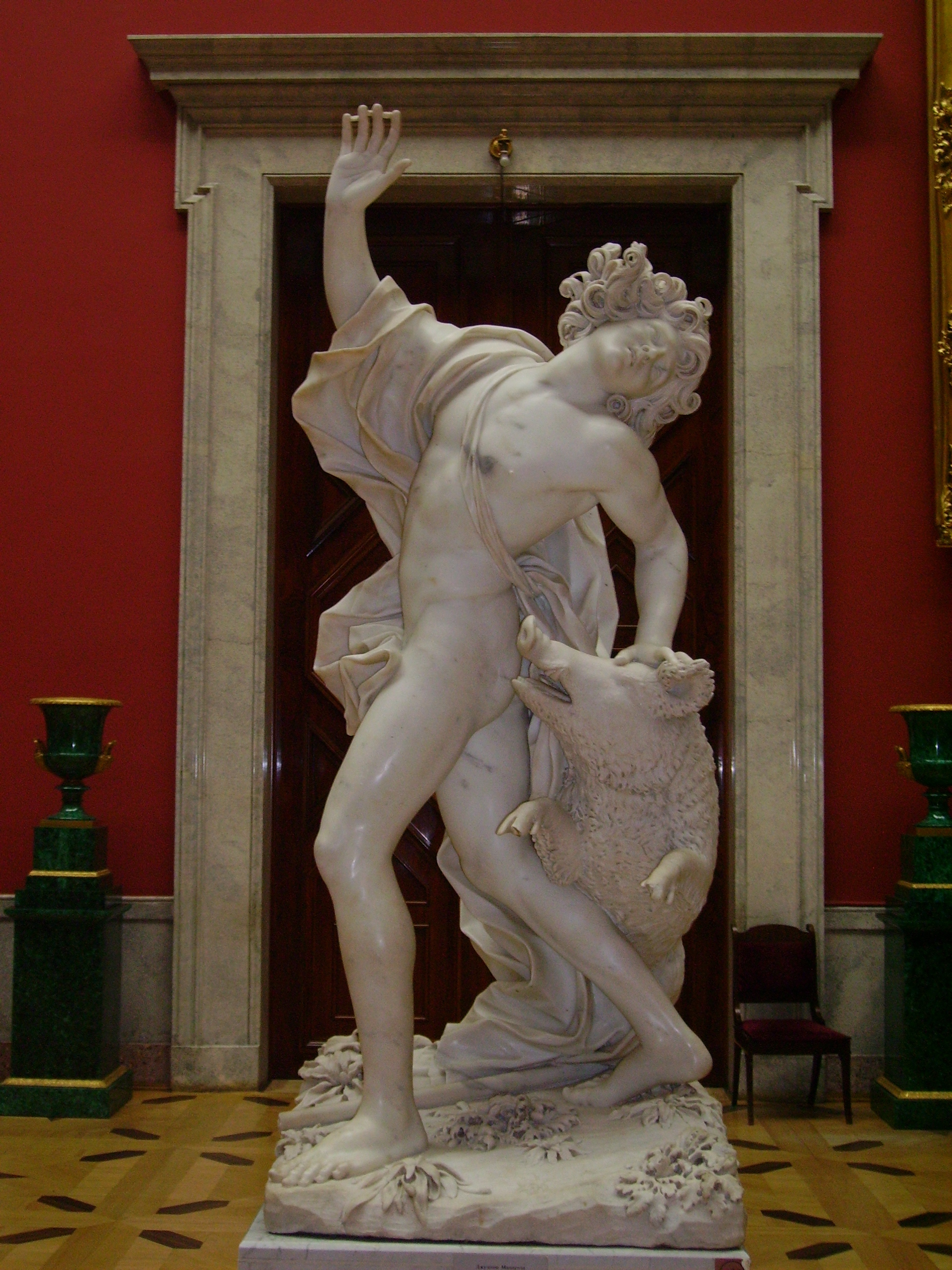
La Mort d'Adonis, Saint-Pétersbourg, musée de l'Ermitage.

Giuseppe Mazzuoli, né à Volterra (Italie) en 1644, et mort à Rome en 1725, est un sculpteur italien adepte du style baroque de Gian Lorenzo Bernini, qui après son apprentissage effectué à Sienne, travailla à Rome et fut admis à l'atelier d'Ercole Ferrata.

## Biographie
Giuseppe Mazzuoli fut membre de l'atelier du Bernin et collabora au tombeau du pape Alexandre VII Chigi (1672-1678).
Il obtint la commande de la réalisation de la statue de Saint Philippe, une des sculptures  en grandeur réelle des douze apôtres pour les niches de la nef de Saint-Jean de Latran, commissionnés par le pape Clément XI et le cardinal  Benedetto Pamphili, le projet ayant été attribué aux meilleurs sculpteurs de Rome et la peinture à Carlo Maratta.
Une autre commission majeure des années suivantes fut la réalisation des figures allégoriques pour le tombeau de Raimondo Perellos y Roccafull (mort en 1720), grand maître de l'ordre de Saint-Jean de Jérusalem, dans la co-cathédrale Saint-Jean de La Valette à Malte.
Son fils, aussi sculpteur, est différencié de lui par la mention le Jeune.

## Œuvres
- Charité (1673-1675), pour le tombeau d'Alexandre VII ;
- Saint Jean le Baptiste et Saint Jean évangéliste (1677-1679), maître-autel, église du Gesù e Maria, Corso, Rome ;
- Bustes des cardinaux  Fausto Poli et Mons, sacristie conçue par le  Bernin (1680), église San Crisogono, Rome ;
- Clémence (env. 1684), une des figures allégoriques du tombeau du pape Clément X, Saint-Pierre de Rome ;
- Buste d'Innocent XII (1700), niche du chœur, Santa Cecilia in Trastevere, Rome ;
- Buste de  Clément XI (1703), niche du chœur, Santa Cecilia in Trastevere, Rome ;
- La Mort d'Adonis (1709), musée de l'Ermitage, Saint-Pétersbourg ;
- La Charité  triomphant de l'Avarice (1710-1715), musée de l'Ermitage, Saint-Pétersbourg ;
- Mort de Cléopatre (env. 1713), Pinacoteca, Sienne ;
- Immaculée Conception, complétée en  septembre 1678, église San Martino, Sienne (et le maître-autel, assisté de  son frère  Giovanni) ;
- Apôtres, piliers du Dôme de Sienne ;
- Bustes des médaillons figures des  Vertus (1713-1714), chapelle Rospigliosi-Pallavicini, église San Francesco a Ripa, Rome ;
- Saint Philippe (env. 1718), Saint-Jean de Latran, Rome ;
- Deux Anges autel de la deuxième chapellegauche de l'église  Santa Maria in Campitelli ;
- Figures allégoriques du tombeau de  Ramon Perello (1720), co-cathédrale Saint-Jean de La Valette, Malte ;
- Charité, 1723), chapelle du palazzo Monte di Pietà, Rome ;
- Éducation de la Vierge[Où ?].

## Sources
- (en) Cet article est partiellement ou en totalité issu de l’article de Wikipédia en anglais intitulé « Giuseppe Mazzuoli » (voir la liste des auteurs).